# Pink Narcissus
Pink Narcissus è un film del 1971 scritto e diretto da James Bidgood, accreditato come "Anonymous, ed interpretato da Bobby Kendall, Don Brooks e Charles Ludlam.

## Trama
Il film non segue uno sviluppo narrativo tradizionale. Si assiste alle vicende di un giovane e attraente prostituto (Bobby Kendall) che da solo nel suo appartamento fantastica di vari scenari che lo vedono protagonista. Ora nelle vesti di un torero, ora come uno schiavo dell'antica Roma condannato dall'imperatore, ora come il custode di un harem maschile...

## Produzione
Poiché il regista del film rimase ignoto, nel corso degli anni numerose voci attribuirono la paternità a Andy Warhol come a Kenneth Anger. A metà degli anni Novanta lo scrittore Bruce Benderson, affascinato dall'opera, si mise alla ricerca del suo autore e mettendosi in contatto con persone che vi avevano lavorato scoprì infine essere il fotografo James Bidgood, il quale all'epoca risiedeva ancora a Manhattan ed era impegnato nella scrittura della sceneggiatura per un film. Nel 1999 Benderson pubblicò per la casa editrice Taschen un volume in cui illustrava e analizzava il corpus fotografico e cinematografico di Bidgood.
Il film è girato quasi interamente in 8 millimetri usando colori vivaci e brillanti e una accentuata illuminazione al fine di creare un'atmosfera onirica e surreale. Ad eccezione della scena finale (girata in un loft di Manhattan) il film è stato interamente realizzato nel piccolo appartamento di New York City di Bidgood (esterni compresi) in un arco di sette anni (dal 1963 al 1970) con l'aiuto di amici e prostituti del suo quartiere fornendo personalmente vestiti, trucchi e scenografie. Il film venne rilasciato nel 1971 dagli editori senza il consenso del regista il quale, non soddisfatto del risultato finale e ritenendolo non ultimato, preferì farsi accreditare come Anonymous (anonimo).

## Distribuzione
Nel 2003 il film venne distribuito nuovamente dalla Strand Releasing in vista dell'occasione del trentacinquesimo anniversario nel 2006.

Nel 2012 il British Film Institute ha pubblicato il film in DVD inserendo come extra un'intervista inedita a Bidgood in cui si racconta della lavorazione e dei retroscena della pellicola.